# Кабробо
Кабробо (порт. Cabrobó)  —  муниципалитет в Бразилии, входит в штат Пернамбуку. Составная часть мезорегиона Сан-Франсиску-Пернамбукану. Входит в экономико-статистический микрорегион Петролина. Население составляет 28 749 человек на 2007 год. Занимает площадь 1658 км². Плотность населения — 17 чел./км².
Праздник города — 11 сентября. 

## История
Город основан в 1928 году.

## Статистика
- Валовой внутренний продукт на 2005 год составляет 112 170 тысяч реалов (данные: Бразильский институт географии и статистики).
- Индекс развития человеческого потенциала на 2000 год составляет 0,677 (данные: Программа развития ООН).

## География
В соответствии с классификацией Кёппена, климат относится к категории BShW.